# Konrad Ernst Ackermann
Pour les articles homonymes, voir Ackermann.
Konrad Ernst Ackermann, né en 1710 ou 1712, baptisé le 4 février 1712 à Jabel près de Schwerin, et mort le 13 novembre 1771 à Hambourg, est un acteur allemand.

## Biographie
Konrad Ernst Ackermann naît en 1710 ou 1712. Il est baptisé le 4 février 1712 à Jabel près de Schwerin. Après des études secondaires, il fait probablement de la médecine et sert comme lieutenant dans les troupes russes. Dans sa jeunesse il affectionne les rôles tragiques. Engagé en 1740 dans la troupe de Schönemann, il devient directeur lui-même en 1753. Le théâtre allemand lui est redevable de nombreuses améliorations, et constamment on le voit lutter contre le goût du public et s'efforcer de maintenir au répertoire les productions dignes d'y figurer. En 1756 il construit un théâtre à ses propres frais à Kœnigsberg ; il joue de 1760 à 1763 à Mayence. Enfin, en 1765 il ouvre à Hambourg une nouvelle salle, qu'il inaugure avec l'une des plus remarquables troupes qu'on ait encore vues en Allemagne. C'est pour cette troupe que Lessing compose la plupart de ses ouvrages. Dans les dernières années de sa vie il veut aborder indifféremment tous les rôles ; mais la nature l'a créé comique, et il excelle dans cet emploi. Il est spécialisé dans les personnages de Molière et de Holberg. En 1769 Ackermann, après une courte interruption, reprend encore une fois la direction du théâtre de Hambourg ; puis il se met à parcourir les provinces. Il meurt le 13 novembre 1771 à Hambourg.

### Famille
Il épouse en 1749 Sophie Charlotte, à Moscou, la veuve de l'organiste Schröder, de Berlin, et mère du célèbre Schröder. En 1740 elle entre dans la troupe de Schœnemann, qui donne alors représentation à Lunebourg. Plus tard elle obtient de brillants succès à Hambourg ; et en 1767 elle prend avec son second mari la direction du nouveau théâtre fondé dans cette ville. Sa fille Charlotte Ackermann (de) annonce les plus remarquables dispositions pour le théâtre mais elle meurt prématurément en 1775.